# Cambria (Wyoming)
Cambria è stato un centro minerario nelle Black Hills (Colline Nere) a ovest dello stato del Wyoming negli Stati Uniti d'America. Fu abitato per circa 40 anni dalla fine dell'800 fino agli anni 20 del secolo scorso da minatori emigranti provenienti in numero consistente dall'Italia, in particolare dal Trentino. Con l'esaurimento delle vene di carbone e per altri motivi economici vennero abbandonate le miniere, i minatori se ne andarono e l'intera località, di proprietà privata di una compagnia, fu abbandonata e poi scomparve anche il centro abitato, divenendo così una città fantasma. L'insediamento si trova nel territorio della cittadina di Newcastle.
A ricordo è stato eretto un "Park Memorial" nella valle del Salt Creek visibile dall'autostrada n. 85.

## La nascita di Cambria
Le direttrici dell'emigrazione trentina in America seguirono le piste della ferrovia e del carbone che da New York penetrarono verso gli stati più interni dell'Unione. La ferrovia aveva bisogno di carbone e i giacimenti di carbone erano anche una ragione per costruire rami ferroviari che si staccavano dai principali. Per queste due ragioni le compagnie prestarono attenzione alle Colline Nere, una zona montagnosa e impervia tra il nord est del Wyoming e il Sud Dakota, una volta dominio incontrastato delle tribù indiane di Toro Seduto e Cavallo Pazzo che nel 1876 sconfissero le truppe del generale Custer nella battaglia del Little Bighorn. L'esercito americano nel giro di pochi anni domò definitivamente le resistenze degli indiani e la ricerca del carbone divenne più facile.

Quando nel 1887 dei pionieri trovarono carbone nelle Colline Nere la compagnia concessionaria della linea ferroviaria Chicago - Burlington formata da tre fratelli scozzesi Kilpatrick e da W.C. Collins fiutarono l'affare, poiché un ricco giacimento avrebbe giustificato anche la costruzione di un nuovo ramo ferroviario di oltre 300 km che salisse da Cheyenne fino ai confini col Montana. Acquistarono la fattoria Fuller Ranch nei pressi del filone carbonifero che affiorava in uno stretto canyon sul versante occidentale nello Stato del Wyoming a circa 6 miglia a nord di Newcastle e poi fondarono la “Cambria Mining Company” con direttore generale William H. Kilpatrick. La miniera di Cambria fu diretta dall'ing. Jopseph L. Hemingway che la chiamò così con riferimento al più antico dei cinque periodi geologici in cui è suddivisa l'era paleozoica: il Cambriano.

## Cambria. La Regina

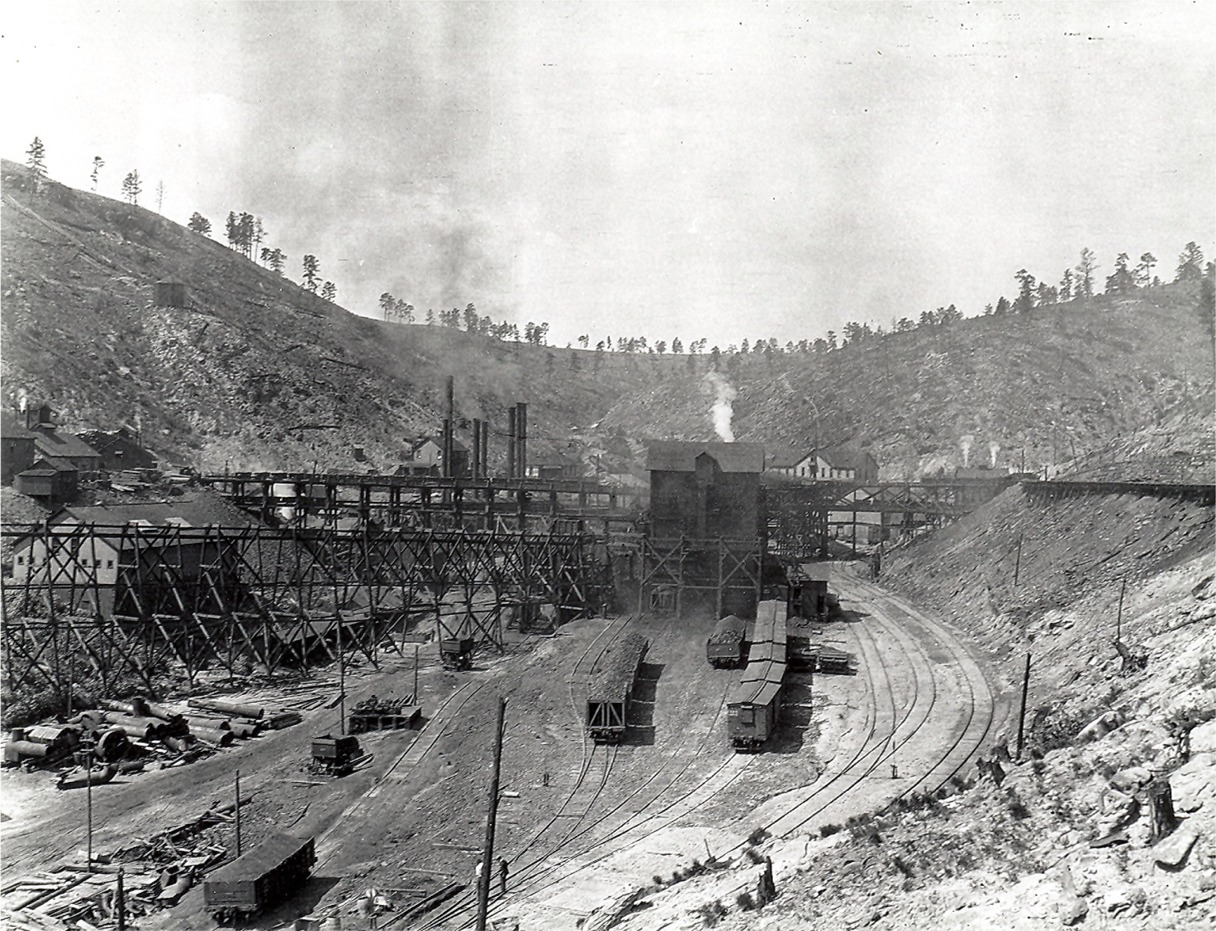
Una miniera di Cambria

Le prime attrezzature vennero trasportate da Alliance (Nebraska) per oltre 170 miglia di strade tortuose e calate nel canyon, e dopo che fu concesso il diritto allo sfruttamento furono costruite le strade e la ferrovia con la posa dell'ultima rotaia il 4 dicembre 1889. Arrivarono subito i macchinari necessari e all'epoca le miniere di Cambria (Jumbo, l'Antelope Camp Canyon) furono fra le più moderne ed organizzate con compressori d'aria e macchine a vapore anche per produrre elettricità e calore tanto che Cambria fu incoronata “Regina del carbone”, un regno durato 39 anni fino al 1928. Furono estratti 12 milioni di tonnellate di carbone, circa 400.000 all'anno nel periodo più redditizio tra il 1903 e il 1910.

## Cambria. La comunità

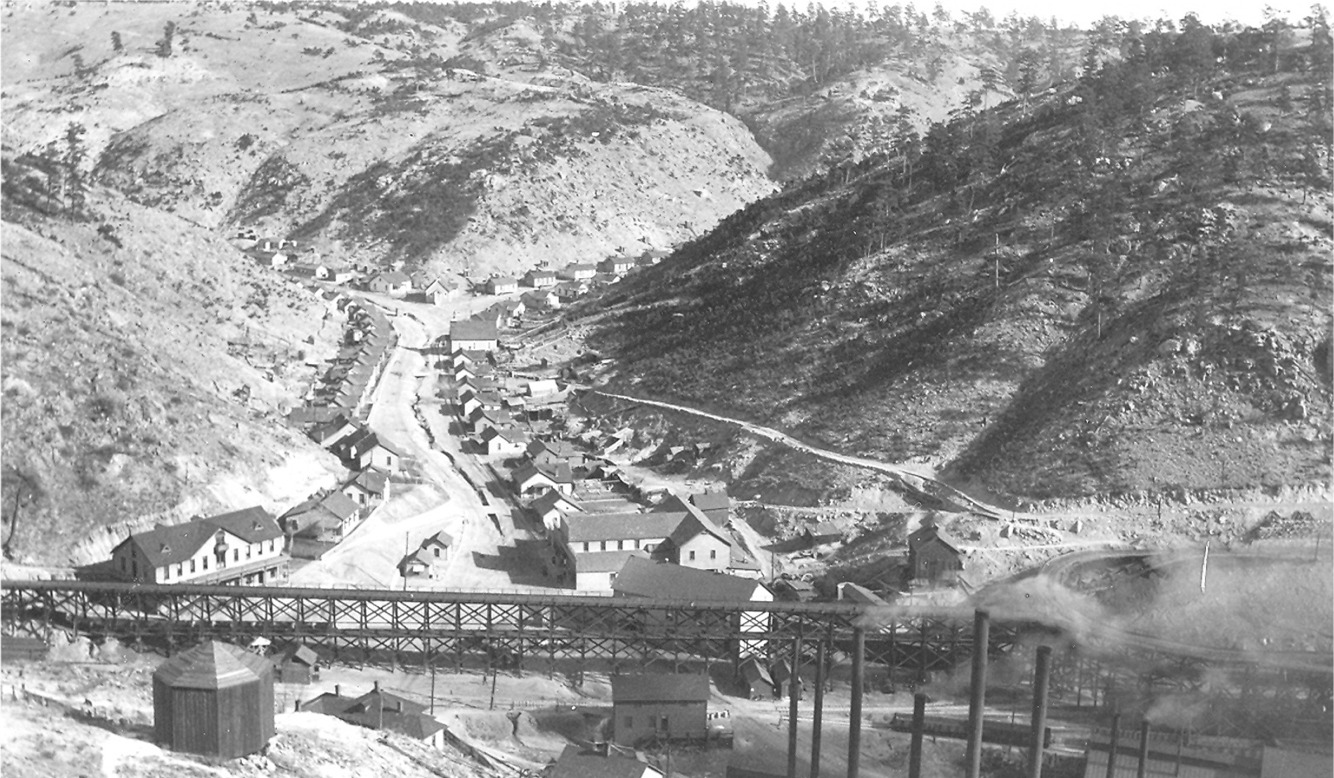
Il paese di Cambria costituito dalle case abitate dai minatori

A Cambria si formò una comunità di persone proveniente da ogni dove: nel 1895 Cambria aveva 329 abitanti, nel 1904 superò i 1.400 con 550 uomini occupati in miniera con un numero consistente di trentini in particolare da Storo e da Cloz. Cambria era costituita da oltre 150 case tutte di ugual colore di proprietà dalla Kilpatrick-Collins. Il 16 settembre 1892 fu aperta una scuola in alto sulla collina raggiungibile salendo 365 gradini. Il Fuller Ranch divenne il quartier generale della compagnia. Venne aperta una scuola superiore a Cambria prima che a Newcastle, un teatro e un grande negozio, ma non un saloon, perché i Kilpatrick erano contrari all'alcool. Questo probabilmente contribuì alla crescita della vicina Newcastle che aveva tali attrattive. Un ambulatorio medico fu presente fin dall'inizio e l'ospedale fu uno dei primi edifici costruiti a Cambria e ogni minatore versava un dollaro al mese per il fondo ospedaliero. Tutto questo – a differenza di quanto accadeva in altri centri minerari – non era proprietà dello stato, ma della compagnia, tranne l'edificio postale. Erano rappresentate la chiesa metodista, quella episcopale e quella cattolica. Non venne mai organizzato un nucleo di polizia, perché le funzioni di sceriffo erano affidate a un funzionario della compagnia.

Nelle corrispondenze dei minatori si percepiscono i primi momenti di crisi a partire dal 1910 e in quell'anno i Kilpatrick-Collins vendettero la maggior parte delle azioni a una compagnia di investitori capeggiata da Ellwood Rabenold e la miniera passò alla "Cambria Fuel Company".
La fine di Cambria fu segnata il 15 marzo 1928 dall'ultimo fischio della sirena del cambio turno. La celebrazione ufficiale avvenne il 17 marzo. I Rabenold suggerirono la costruzione di un Park Memorial nella valle del Salt Creek tra Cambria e l'attuale autostrada n. 85 chiamato Flying Ranch con un museo dotato di oggetti donati dagli abitanti di Cambria.

## Note bibliografiche

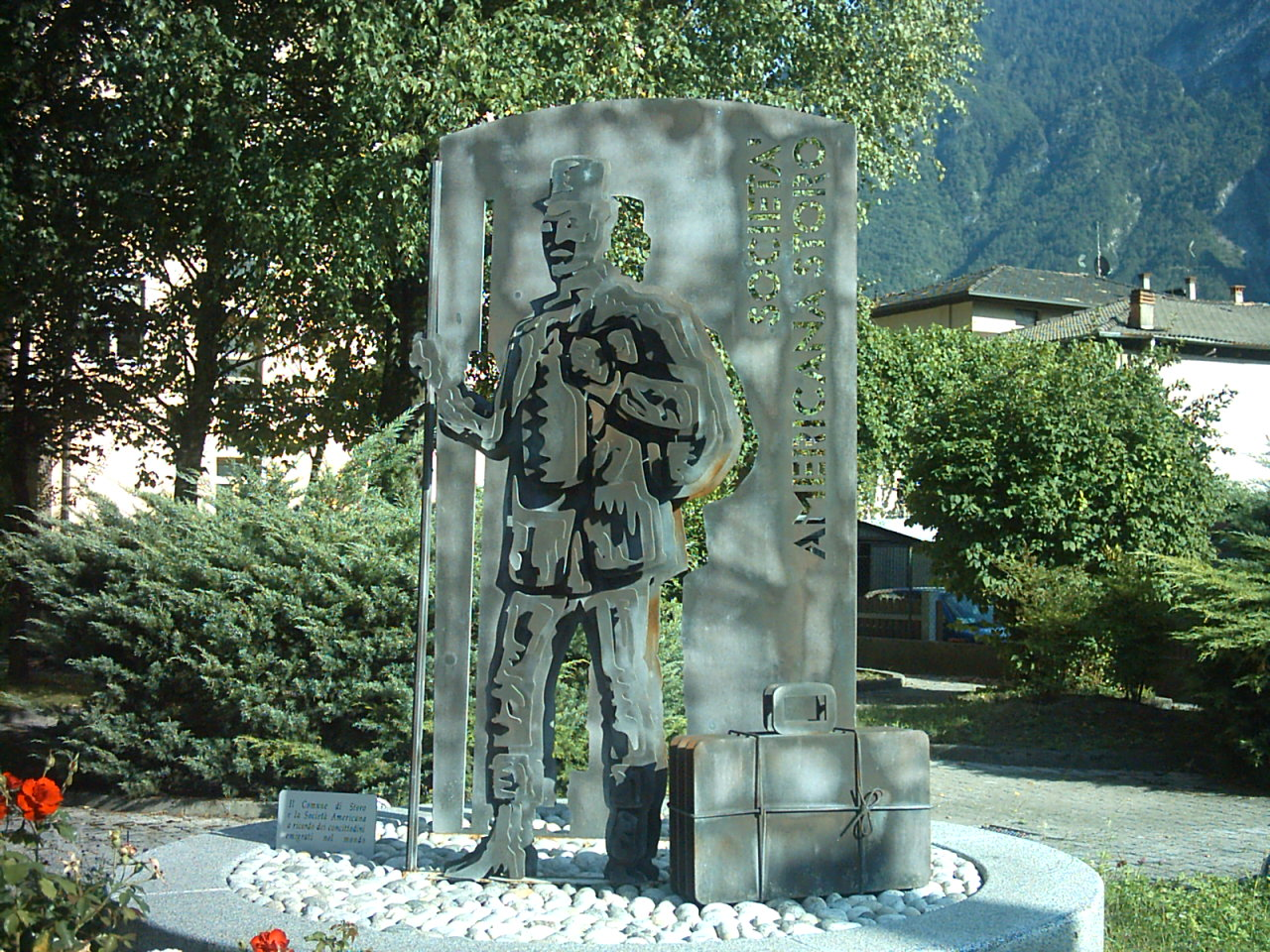
Il monumento agli emigranti realizzato su idea di Hermann Zontini e inaugurato a Storo in occasione della Festa provinciale dell'emigrante nel 2003